# Список керівників держав 391 року
Список керівників держав 391 року — це перелік правителів країн світу 391 року.
Список керівників держав 390 року — 391 рік — Список керівників держав 392 року — Список керівників держав за роками

## Європа
- Боспорська держава — цар Савромат VI (370—391); Тейран II (391/402—421)
- плем'я вандалів — король Годигісел (359-406)
- король вестготів — Аларіх I (382—410)
- плем'я гунів — цар Улдін (390—412); Донат (390—412)
- Дал Ріада — ?
- Думнонія — Гворемор ап Гадеон (387/390-400)
- Ірландія — верховний король Ніл Дев'яти Заручників (376—405)
- Римська імперія:
  - захід — Валентиніан II (388—392)
  - схід — Феодосій Великий (379—395)
- Святий Престол — папа римський — Сиріцій (384—399)
- Візантійський єпископ Нектарій (381—397)

## Азія
- Близький Схід
- Гассаніди — Джафна II ібн аль-Мундір (361—391); Аль-Ну'ман III ібн Амр (391—418)
- Диньяваді (династія Сур'я) — раджа Тюрія Вунна (375—418)
- Іберійське царство — цар Вазар-Бакур II (378/380 — 394)
- Велика Вірменія — Хосров IV (389—392)
- Кавказька Албанія — цар Сатой (387/388-399)
- Індія
  - Царство Вакатаків — імператор Дівакарасена (385—400)
  - Імперія Гуптів — Чандрагупта II (380—415)
  - Західні Кшатрапи — махакшатрап Рудрасімха III (388—395)
  - Держава Кадамба — Багітарха (390-415)
  - Раджарата — раджа Упатісса I (370—412)
- Індонезія
  - Тарума — Дхармаяварман (372—395)
- Китай
  - Династія Цзінь — Сима Яо (372—396)
  - Туюхун (Тогон) — Мужун Шипі (390—400)
  - Династія Рання Цінь — Фу Ден (386—394)
  - Династія Пізня Цінь — Яо Чан (384—394)
  - Династія Пізня Янь — Мужун Чуй (394—396)
  - Династія Північна Вей — Дао У-ді (386—409)
  - Династія Пізня Лян — Люй Ґуан (386—400)
- Корея
  - Кая (племінний союз) — ван Ісіпхум (346—407)
  - Когурьо — тхеван (король) Когугян (384—391); Квангетхо (391—413)
  - Пекче — король Чинса (385—392)
  - Сілла — ісагим (король) Немуль (356—402)
- Паган — король К'яунг Ту Іт (387—412)
- Персія
  - Держава Сасанідів — шахіншах Бахрам IV (388—399)
- Тямпа — Бхадраварман I (377/380 — 413)
- Хим'яр — Дара'мар Айман II (375—410)
- Японія — Імператор Нінтоку (313-399)

## Африка
- - Єгипет (римська провінція) — Євагрій (391)

## Північна Америка
- Мутульське царство — Яш-Ну'н-Ахіін I (378/379 — 404)
- Теотіуакан — Атлатлькавак (374—439)